# 罗萨诺·加尔塔罗萨
罗萨诺·加尔塔罗萨（義大利語：Rossano Galtarossa，1972年7月6日—），意大利男子赛艇运动员。他曾代表意大利参加1992年、1996年、2000年、2004年和2008年夏季奥林匹克运动会赛艇比赛。